# Győrtelek
Győrtelek – wieś na Węgrzech, w komitacie Szabolcs-Szatmár-Bereg, w powiecie Mátészalka.
Győrtelek jest oddalone o 67 km od Nyíregyházy, 29 km od Csengersimy, 12 km od Mátészalki, 10 km od Nagyecsed i 10 km od Fehérgyarmat. Miejscowość leży na równinie satmarsko-berehowskiej.

## Demografia
W 2001 88% ludności miejscowości stanowili Węgrzy, a 12% – Romowie.